# Ksar Nasrate
Ksar Nasrate (en arabe : قصر نصراط) est un village fortifié dans la province de Zagora, région de Draa-Tafilalet au sud-est du Maroc .